# Basketball Bundesliga de 1975–76
A Temporada 1975–76 da Basketball Bundesliga foi a 10.ª edição da principal competição de basquetebol masculino na Alemanha. A equipe do TuS 04 Leverkusen da Renânia do Norte-Vestfália conquistou o seu quarto título nacional.

## Equipes participantes
| Clube             | Localização |
| ----------------- | ----------- |
| TuS 04 Leverkusen | Leverkusen  |
| MTV Wolfenbüttel  | Volfembutel |
| SSV Hagen         | Hagen       |
| USC Heidelberg    | Edelberga   |
| MTV 1846 Giessen  | Giessen     |
| 1. FC 01 Bamberg  | Bamberga    |
| ASV Köln          | Colônia     |
| BC/USC München    | Munique     |
| ADB Koblenz       | Coblença    |
| RuWa Dellwig      | Essen       |

## Classificação Fase Regular

### Temporada Regular
| Pos. | Clube             | J  | V  | D  | Pts      | Pts+ : Pts- | Saldo | Classificação |
| ---- | ----------------- | -- | -- | -- | -------- | ----------- | ----- | ------------- |
| 1    | TuS 04 Leverkusen | 18 | 15 | 3  | 30:06:00 | 1702:1378   | 324   | Campeão       |
| 2    | MTV Wolfenbüttel  | 18 | 14 | 4  | 28:08:00 | 1704:1372   | 332   |               |
| 3    | SSV Hagen         | 18 | 13 | 5  | 26:10:00 | 1547:1416   | 131   |               |
| 4    | USC Heidelberg    | 18 | 12 | 6  | 24:12:00 | 1435:1346   | 89    |               |
| 5    | MTV 1846 Giessen  | 18 | 10 | 8  | 20:16    | 1598:1498   | 100   |               |
| 6    | 1. FC 01 Bamberg  | 18 | 8  | 10 | 16:20    | 1496:1529   | −33   |               |
| 7    | ASV Köln          | 18 | 7  | 11 | 14:22    | 1537:1677   | −140  |               |
| 8    | BC/USC München    | 18 | 7  | 11 | 14:22    | 1396:1528   | −132  |               |
| 9    | ADB Koblenz       | 18 | 4  | 14 | 08:28    | 1348:1660   | −202  | Rebaixado     |
| 10   | RuWa Dellwig      | 18 | 0  | 18 | 00:36    | 1363:1722   | −359  | Rebaixado     |

## Campeões da Basketball Bundesliga (BBL) 1975–76
| Campeões da BBL 1975–76      |
| ---------------------------- |
| TuS 04 Leverkusen 4.º título |

## Clubes alemães em competições europeias
| Clube             | Competição         | Resultado                                                      |
| ----------------- | ------------------ | -------------------------------------------------------------- |
| MTV 1846 Giessen  | Copa dos Campeões  | Eliminado na Segunda Fase por Academic (89-75;69-84)           |
| TuS 04 Leverkusen | Copa Korać         | Eliminado na Fase de Grupos como 3º no Gr. C (1v - 2d)         |
| MTV Wolfenbüttel  | Copa Korać         | Eliminado na Segunda Fase por Joventut Schweppes (81-93;84-86) |
| SSV Hagen         | FIBA Copa Europeia | Eliminado na Fase de Grupos como 4º no Gr. B (0v - 3d)         |